# Podolany (powiat wadowicki)
Podolany – wieś w województwie małopolskim, w powiecie wadowickim, w gminie Kalwaria Zebrzydowska.
W latach 1975–1998 miejscowość należała administracyjnie do województwa bielskiego.

## Położenie
Wieś położona na Pogórzu Wielickim, na wysokości 250 m n.p.m., na lewym brzegu Cedronu, dopływu Skawinki.

## Integralne części wsi
| SIMC    | Nazwa    | Rodzaj    |
| ------- | -------- | --------- |
| 0056740 | Pasieka  | część wsi |
| 0056756 | Przyszów | część wsi |
| 0056762 | Zadział  | część wsi |

## Historia
- Podolany należały kiedyś do Leńcz i nazywane były Leńczami Dolnymi (do 1680 r.).
- wioskę zamieszkiwała szlachta zaściankowa.
- w 1846 roku był tu dworek Tabaszewskiego, który został rozgrabiony przez miejscowych chłopów.